# Anne Hidalgo

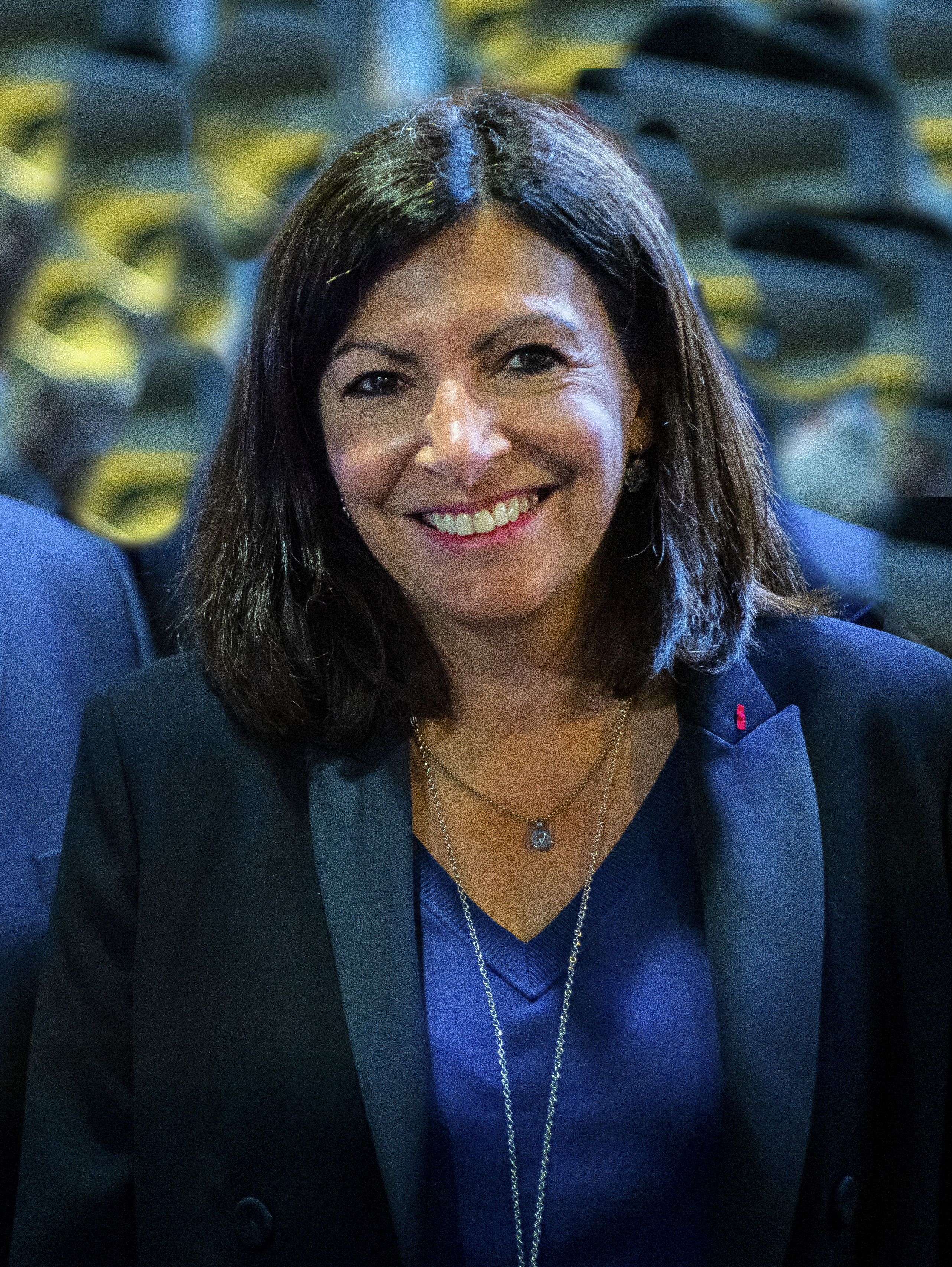
Anne Hidalgo (2020)

Anne Hidalgo (* 19. Juni 1959 als Ana María Hidalgo Aleu in San Fernando bei Cádiz, Spanien) ist eine französische Politikerin spanischer Herkunft. Sie gehört dem Parti socialiste (PS) an und ist seit April 2014 Bürgermeisterin von Paris. 2026 will sie nach zwei Amtszeiten nicht erneut antreten. 2022 war sie Kandidatin bei der Präsidentschaftswahl.

## Familie und Ausbildung
1961 wanderten Anas Eltern mit ihr und ihrer Schwester nach Frankreich aus. „Ich erinnere mich noch an den Moment des Abschieds, an die Gerüche, an den Holzwagen des Zugs und an die Angst meiner Mutter“, erzählte sie später in einem Interview. In Lyon in einer winzigen Dachgeschosswohnung angekommen, habe ihre Schwester gefragt: „Mama, werden wir hier leben?“ Ihre Eltern hätten zu weinen begonnen. „Aber mein Vater hat hart gearbeitet, um etwas Besseres für uns zu finden.“
Anne Hidalgo wuchs in Vaise auf, einem Arbeiterviertel von Lyon; ihr Vater war Elektriker. Im Juli 1973 erhielt die Familie die französische Staatsbürgerschaft. Nach ihrer Ausbildung zur Sozialarbeiterin studierte Hidalgo Sozialrecht an der Universität Paris-Nanterre und erwarb das Diplôme d’études approfondies (Master). Als Inspektorin für die Anwendung arbeitsrechtlicher Vorschriften entdeckte sie für sich den Feminismus, der ihr „revolutionärer schien als jedes Parteiprogramm“. Zu ihrer Herkunft aus einer Einwandererfamilie befragt, antwortete Hidalgo in einem Interview: „Ich habe mein Leben lang doppelt so viel arbeiten müssen, weil ich eine Frau und eine Einwanderin bin, das ist gewiss.“ Sie glaube, ihr Lebensweg erlaube ihr, Migranten mit ihren Schwierigkeiten besser zu verstehen. Anne Hidalgo wirke „so nett und natürlich, dass man ihren politischen Protagonismus glatt vergessen könnte“, schrieb die Presse über sie. So erzählte sie während des Wahlkampfs oft offen von ihren Müdigkeitsschüben, vom Stress und der Tortur der Wahlkampagne.
Seit 2004 ist Hidalgo in zweiter Ehe mit dem PS-Politiker Jean-Marc Germain verheiratet, mit dem sie einen 2002 geborenen Sohn hat. 2003 erwarb sie wieder die spanische Staatsangehörigkeit und ist seither Doppelstaaterin. Ihre beiden erwachsenen Kinder, Mathieu und Elsa, wurden in den 1980er Jahren geboren.

## Politische Karriere

### Pariser Kommunalpolitik

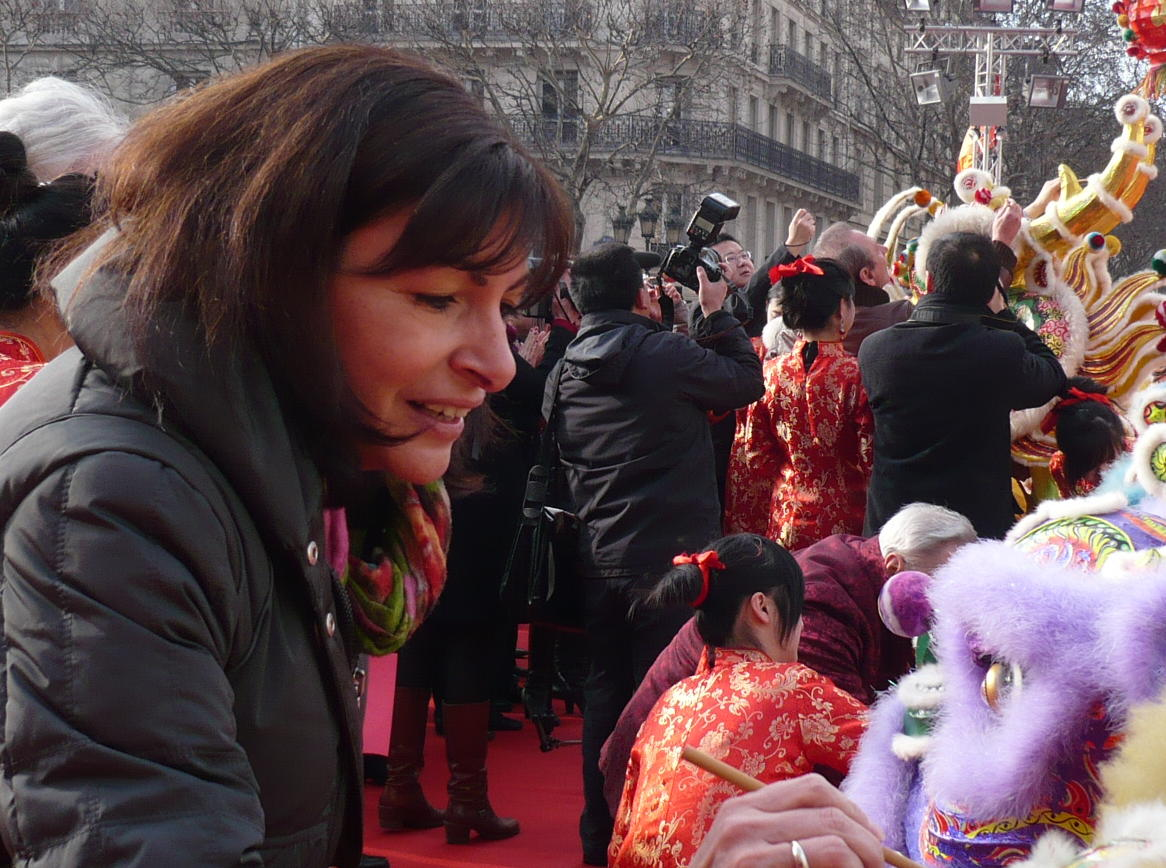
Anne Hidalgo bei der Feier des Chinesischen Neujahrsfestes 2010

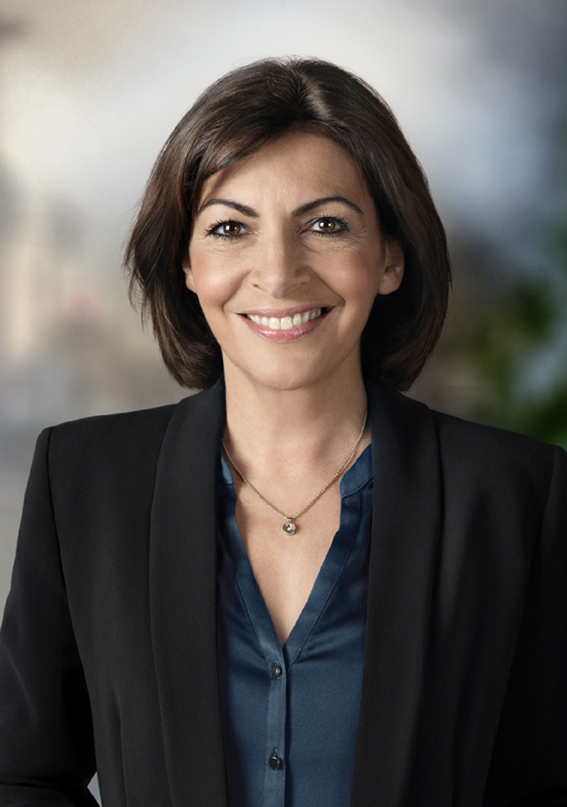
Offizielles Porträt von Anne Hidalgo für die Gemeindewahlen 2014

Ihr Aufstieg begann am 18. März 2001, als sie als Kandidatin des PS in den Stadtrat der französischen Hauptstadt gewählt wurde. Der PS, der von 1997 bis 2002 die französische Regierung anführte, berief sie zur Beraterin in verschiedenen Ministerien, unter anderem im von Martine Aubry geführten Arbeitsministerium, und der Pariser Bürgermeister Bertrand Delanoë machte sie zu seiner Vertrauten. 2001, bereits kurz nach ihrer Wahl zur Stadträtin, wurde sie von Delanoë zur stellvertretenden Bürgermeisterin berufen und verantwortete in der Stadtregierung die Gleichstellungspolitik. Damit war sie zunächst noch mit einem nach öffentlicher Wahrnehmung zweitrangigen Portfolio betraut. Am 16. März 2008 wurde sie als Abgeordnete des 15. Arrondissement wiedergewählt. Danach blieb sie stellvertretende Bürgermeisterin und übernahm die Zuständigkeit für Stadtentwicklung und Architektur.
2010 führte sie die Liste des PS bei den Regionalwahlen im Département Paris an. Dabei gelang es ihr, die Grünen als wesentlichen Gegner innerhalb des linken Lagers, der bei der Europawahl 2009 deutlich vor dem PS gelegen hatte, mit 26,3 % gegenüber 20,6 % der Wählerstimmen im ersten Wahlgang zurückzudrängen. Die von Hidalgo vereinte linke Liste gewann im zweiten Wahlgang die Stichwahl gegen die konservative UMP (seit 2015 Les Républicains).
Bei den Wahlen im März 2014 galt Anne Hidalgo als aussichtsreichste Nachfolgerin und Wunschkandidatin des amtierenden Bürgermeisters Bertrand Delanoë: „Ich schäme mich unserer Bilanz nicht, aber Bertrand und ich sind wirklich sehr unterschiedlich“, kommentierte sie dreizehn Jahre der Zusammenarbeit mit ihrem Förderer. Ihre Kandidatur hatte sie im September 2012 bekannt gemacht, nachdem Delanoë erklärt hatte, auf eine weitere Amtszeit zu verzichten. Als einzige Anwärterin des PS auf das Pariser Bürgermeisteramt wurde sie von der Partei mit 98,3 % der Stimmen zur Kandidatin nominiert. Ihre stärkste Gegnerin bei der Bürgermeisterwahl war Nathalie Kosciusko-Morizet von der UMP.

### Bürgermeisterin von Paris

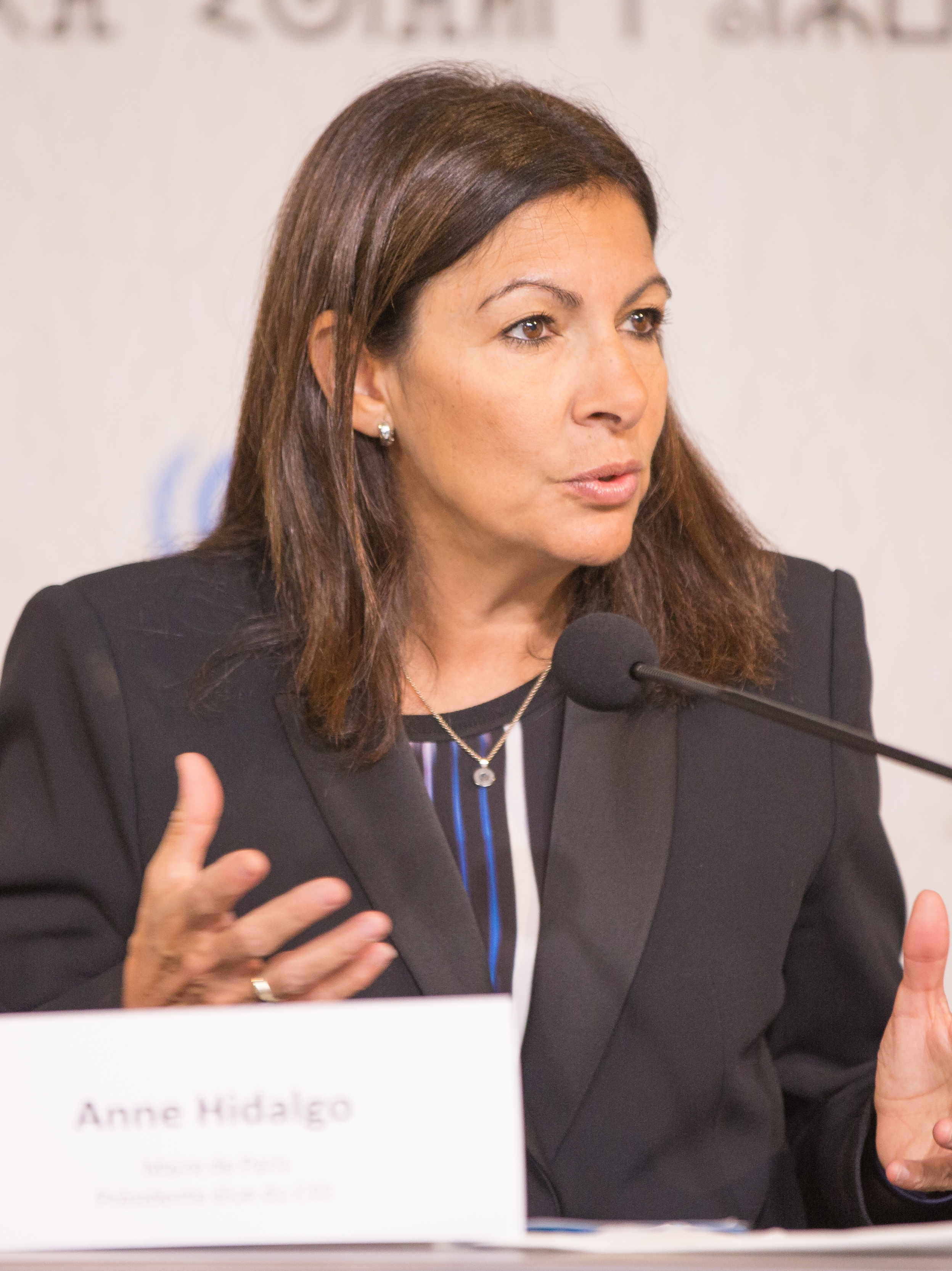
Anne Hidalgo bei der UN-Klimakonferenz 2016

Hidalgos Wahlkampf verlief ohne Zwischenfälle, mit „eher langfädigen und monotonen“ Reden, wie zuweilen kritisiert wurde. Ihr Team soll sich dabei auch am Wahlkampf Barack Obamas orientiert haben. Wie ihr Vorgänger, Delanoë widmete sie sich insbesondere den Themen Kultur, Ökologie und sozialer Wohnungsbau. Als wichtige Vorhaben gab sie an, das Pariser Straßenbahnnetz auszubauen, nach der beliebten Fahrrad- bzw. Autovermietung Vélib und Autolib auch das Tourismusangebot Paris by Scooter zu kollektivieren, die Pariser Fußgängerzonen auszuweiten und vor allem mehr Kinderkrippenplätze einzurichten. Für den Fall ihrer Wahl versprach Hidalgo zudem neue Sozialwohnungen und eine bürgernahe Polizeipräsenz und kündigte an, Teile der Avenue Foch in einen öffentlichen Park zu verwandeln.
Trotz des im nationalen Durchschnitt schlechten Abschneidens des PS bei der Kommunalwahl 2014 errang die von Anne Hidalgo angeführte vereinte linke Liste in Paris im zweiten Wahlgang am 30. März mit 54,5 % der Stimmen und Siegen in elf von zwanzig Arrondissements die Mehrheit im Pariser Stadtrat (92 von insgesamt 163 Sitzen). Als Nachfolgerin von Bertrand Delanoë, dem ersten Sozialisten, der je das Amt des Bürgermeisters von Paris errungen hatte, wurde sie nach der Konstituierung des neuen Stadtrats am 5. April 2014 zur ersten Pariser Bürgermeisterin gewählt. Sie erhielt 91 der 163 Stimmen. Ein Schwerpunkt ihrer ersten Amtszeit lag angesichts hoher Smog-Werte auf der Bekämpfung der Luftverschmutzung, die sie auch mit einer Einschränkung des Autoverkehrs (etwa mit Fußgänger- und Umweltzonen) erreichen wollte. Hidalgo hatte in diesen Jahren den Vorsitz einer klimapolitischen Aktionsgruppe von Großstädten inne. Im zweiten Wahlgang (Stichwahl) der französischen Kommunalwahl 2020 wurde Hidalgo mit 49,3 % der Stimmen gegen Rachida Dati von Les Républicains, der vormaligen UMP, (39,7 %) und Agnès Buzyn von La République en Marche (13,7 %) im Amt bestätigt. Auch in ihrer zweiten Amtszeit spielten die Themen Klima und Luftverschmutzung eine wesentliche Rolle, obgleich in ihren Auswirkungen umstritten. So wurde etwa eine Verlagerung der Belastungsschwerpunkte konstatiert. Bei Pendlern aus dem Großraum Paris waren ihre Maßnahmen unpopulär.
Im November 2023 geriet Hidalgo in die Kritik, da sie eine einwöchige Dienstreise nach Tahiti, wo ihre Tochter lebt, verlängerte und vorwiegend für private Zwecke nutzte. Offiziell hatte die Reise Vorbereitungen für den Surfwettkampf bei den Olympischen Sommerspielen 2024 gegolten. Außerdem war Hidalgo die zunehmende Verschmutzung von Paris vorgeworfen worden, die auch durch den Streik der Müllwerker im Frühjahr 2023 im Zuge der Rentenproteste verschlimmert worden war. Es kam zu einer Auseinandersetzung zwischen Stadtverwaltung und Regierungsvertretern mit breiter Resonanz in der Öffentlichkeit. Beispielsweise posierte die Gattin des früheren französischen Staatspräsidenten Sakozy, Carla Bruni-Sarkozy, als kritische Spitze gegen die Bürgermeisterin auf einem Müllhaufen. Hidalgo hatte bereits 2017 einen Krieg gegen die Rattenplage erklärt, legte 2021 ein Manifest zur Verschönerung der Stadt vor und postulierte ein Verbot von Einwegflaschen bei den Olympischen Spielen 2024 in der Stadt.
In einem rund 5,5 Quadratkilometer großen Gebiet zwischen Place de la Concorde, Seine, Oper und Place de la Republique ist 2024 eine verkehrsberuhigte Zone entstanden. Im Rahmen der Verkehrswende wurde im Stadtgebiet fast überall Tempo 30 eingeführt, auf der Stadtautobahn gilt Tempo 50 und die Parkgebühren für SUVs wurden verdreifacht.
Hidalgo wird die hohe Verschuldung der Hauptstadt vorgeworfen (7,7 Mrd. Euro 2022), die eine Erhöhung der Grundsteuer um 52 % zur Folge hatte. Mit 20,5 % liegt der Satz von Paris noch immer unter dem Landesdurchschnitt.

### Präsidentschaftskandidatur
Im September 2021 gab sie ihre Kandidatur für das Amt des Staatspräsidenten bei der Präsidentschaftswahl in Frankreich 2022 bekannt. Sie erhielt 1,75 % der Stimmen und landete damit auf Platz 10 von 12 Kandidaten.

## Mandate
- Mitglied des Bureau Exécutif de Cités et Gouvernements Locaux Unis (CGLU)
- Präsidentin des Atelier Parisien d’Urbanisme (APUR)
- Präsidentin des Pavillon de l’Arsenal

## Werke
- Les métiers de l’Informatique. 1987.
- La modernisation négociée ou l’intelligence de l’emploi. Revue Actions et recherches sociales, 1991.
- Actes du colloque « Europe sociale » – Revue Travail, 1991.
- Les nouvelles technologies et le rôle de l’inspection du travail. Revue de droit social, 1992.
- Exclusion-Insertion. Semaine Sociale LAMY, 1992.
- Une femme dans l’arène. Editions du Rocher, 2006.
- Travail au bord de la crise de nerfs. Flammarion, 2010.
- Mon combat pour Paris. Quand la ville ose … Flammarion, 2013.
- Le lieu des possibles. Editions de l’Observatoire/Humensis, Paris 2019, ISBN 979-10-329-0670-5 (Auszüge in deutscher Sprache in: Lettre International, Nr. 127/2019 unter dem Titel: „Paris, Ort des Möglichen“, S. 37 ff.)

## Auszeichnungen
- 2010: Komtur des Orden de Isabel la Católica[42]
- 2012: Ritter der Ehrenlegion
- 2014: Kommandeur des Nordstern-Ordens
- 2015: Großkreuz des spanischen Zivilverdienstordens
- 2016: Offizier des Ordre national du Mérite
- 2016: Ritter des Ordre national du Lion
- 2020: Time 100[43]